# 미스 몬테크리스토
《미스 몬테크리스토》는 2021년 2월 15일부터 7월 2일까지 방영된 KBS 2TV 저녁일일드라마이다.

## 기획 의도
믿었던 친구들에게 죽음까지 내몰렸던 한 여인이 복수를 다짐하고 돌아와 송두리째 빼앗긴 인생을 되찾는 드라마

## 방송 시간
| 방송 채널 | 방송 기간                                       | 방송 시간                | 방송 분량 |
| --------- | ----------------------------------------------- | ------------------------ | --------- |
| KBS 2TV   | 2021년 2월 15일 ~ 2021년 7월 2일[1회~100회(본)] | 매주 평일 저녁 7:50~8:30 | 40분      |
| KBS 2TV   | 5월 27일 [74회(본)]                             | 목요일 저녁 7:10~7:50    | 40분      |

## 제작진

### 제작사
- ㈜유비컬쳐: 영화 《앨리스: 원더랜드에서 온 소년》(제작) 등 제작
- ㈜메이퀸픽쳐스: MBC 주말 특별기획 드라마 《메이퀸》(제작), 《황금 무지개》(제작), MBC 월화 특별기획 드라마 《화려한 유혹》(제작) 등 제작

### 연출
- 박기호: KBS1 저녁 일일연속극 《별난여자 별난남자》(공동연출), KBS2 월화 미니시리즈 《공주가 돌아왔다》(연출), KBS1 주말 특별기획 드라마 《거상 김만덕》(프로듀서), KBS2 수목 미니시리즈 《도망자 Plan.B》(프로듀서), KBS2 아침 일일연속극 《두근두근 달콤》(연출), KBS2 주말연속극 《넝쿨째 굴러온 당신》(프로듀서), KBS2 월화 미니시리즈 《광고천재 이태백》(연출), KBS2 단막극 《드라마 스페셜 - 칠흑》(연출), KBS1 일요 미니시리즈 《안단테》(연출), KBS1 저녁 일일연속극 《미워도 사랑해》(연출) 등 연출

### 극본
- 정혜원

## 등장인물
- (†) 표시는 드라마 상에서 최종적으로 사망한 인물이다.

### 주요 인물
- 이소연
  - 고은조(여, 30세) 역 - 동대문시장 디자이너. 죽은 하라, 세린, 보미의 절친, 선혁의 첫사랑. 상만과 순정의 친딸이자 은결이의 누나.모든 복수가 끝난 후 출렁다리에서의 추락으로 기억상실이 되어, 오하라가 6년 전 해외촬영을 갔을 때까지만 기억하게 되었다. 결국, 6년 전 사고와 그 이후 황가흔으로서 활동한 모든 기억을 잃은 셈.
  - 황가흔(여, 30세) 역 - 죽은 가흔의 신분으로 복수를 다짐하는 인물. 제왕패션 디자인 총괄팀장이자 신브랜드 '맵시' 디자이너 → 화이프 펀드 새로운 대표. 훈의 그림치료 선생. 디자이너 '동대문 여신', 비밀투자 모임 대표 '마담 블랙', 영화 <여형사 X> 의상 디자이너이자 시나리오 작가. 하준의 연인
- 최여진: 오하라(여, 30세) 역† - 선혁의 전처. 훈의 어머니. 초심의 며느리. 보미의 새언니. 과거 은조의 절친. 영화배우. 제왕그룹 병국과 은화의 외동딸이자 전속모델. 하준의 이복동생. 영화 <여형사 X> 주연. 출렁다리에서 스스로 아래로 떨어져 추락으로 사망.
- 경성환: 차선혁(남, 34세) 역 - 초심의 아들. 보미의 오빠. 은조의 첫사랑. 하라의 연인. 죽은 하라의 남편. 죽은 하라의 전 남편. 훈의 아버지. 병국과 은화의 사위. 제왕그룹 대리 → 전략기획실 본부장. 은조의 의식이 돌아오면 은조가 피의자가 되기 때문에 은조를 경찰에 신고하게 된다.
- 이상보: 오하준(남, 34세) 역 - 하라의 이복오빠. 훈의 외삼촌. 병국, 죽은 나연의 아들. 은화의 의붓아들. 제왕그룹 전무이사 → 사장 → 성공한 게임회사 대표. 가흔의 연인.

### 은조 주변인물
- 김미라: 배순정(여, 58세) 역 - 죽은 상만의 아내. 은조& 은결의 어머니. 명문여대 가정학과 출신. 전업주부 → 세린네 가사 도우미 → 찜닭 가게 종업원.
- 한기윤: 고은결(남, 24세) 역 - 죽은 상만과 순정의 아들. 은조의 남동생. 지적장애인. 3H 지압침대 직원. 보미의 연인.
- 오미희: 황지나(여, 58세, 22년 전: 이예은) 역 † - 한국 이름: 황천길, 죽은 가흔의 친어머니이자 은조의 양어머니. 우만그룹 대표 사모. 홍콩의 거물 투자자. 화이프 펀드 & 3H 지압침대 대표. 치매증상으로 기억이 왜곡되어 은조를 안타깝게도 배신하였고 정신을 되찾았을때는 조난사고로 사망, 모든 재산과 권력을 가흔에게 상속함.(6회~92회)
- 이얀: 왕퉁조(남, 40세) 역 - 지나의 비서, 무술 유단자. 은조의 복수가 거의 끝나가자 자신은 홍콩으로 돌아간다고 말하지만, 나욱도를 트럭으로 치여 죽인 인물이라고 경찰에 전화해서 자수한다. (6회~99회)
- 서지원: 신덕규(남, 28세) 역 - 고은상가 상인조합장 죽은 정필의 아들. 은조의 조력자. '최마음클리닉' 정신과 의사 → 재활치료사. 은조와 함께 주태식을 파멸시키고 경찰들에게 의료인 사칭 및 사기죄를 자백해 경찰들에게 체포된다.(29회~95회)

### 하라-하준 주변인물
- 이다해: 주세린(여, 30세) 역(아역: 정세현) - 과거 은조의 절친이자 디자인을 표절한 장본인, 하라의 시녀. 미스주 컬렉션 대표 디자이너이자 제왕그룹 로컬 브랜드 'DDM 비너스' 디자이너 → 동대문 여신의 정체와 아버지의 죽음으로 충격을 받고 정신병원에 입원됐다. 욱도의 연인
- 이황의: 오병국(남, 65세) 역 - 하준과 하라의 아버지,선혁의 장인이자 훈이의 외할아버지. 제왕그룹 회장. 지나황을 처리하라고 지시한 장본인. 하준이가 기자회견을 열어 제왕 그룹의 악행을 밝혀 경영에 물러났고 마지막으로 가흔이 정치자금 관련 비리, 황지나 살인미수 등 오병국의 악행이 담긴 모든 증거자료들을 검찰에 넘겨 완전히 몰락하고 만다.
- 김경숙: 금은화(여, 58세) 역 - 병국의 두 번째 부인, 하라의 친어머니이자 하준의 새어머니, 선혁의 장모이자 훈의 외할머니.제왕그룹 부사장. 성나연의 여고 동창으로 나연을 죽인 살인범, 지나 남편의 회사를 망하게 한 장본인. 남편에 이어 횡령배임 및 살인교사 등의 혐의로 긴급 체포된다.
- 선우용여: 한영애(여, 85세) 역 - 병국의 어머니, 제왕그룹 명예회장.
- 장선율: 차훈(남, 5세) 역 - 선혁과 죽은 하라의 아들.

### 선혁 주변인물
- 이미영: 윤초심(여, 58세) 역 - 선혁과 보미의 어머니, 은화, 죽은 나연의 여고 동창, 찜닭 가게 운영.하라의 시어머니이자 훈이의 친할머니.
- 이혜란: 차보미(여, 30세) 역(아역: 곽경민) - 선혁의 동생,초심의 딸, 과거 은조의 절친. 메이크업 아티스트. 3H 지압침대 직원.

과거 하라의 절친이자 시누이.훈의 고모

### 그 외 인물
- 권오현: 주태식(남, 65세) 역 † - 세린의 아버지, 사기꾼, 주피터 쇼핑몰 사장이자 은화의 비자금 관리인 → 노숙자 → 찜닭가게 종업원, 덕규와 은조의 정체를 알고 쓰러져 평소에 자신이 의존하던 약이 그냥 일반 비타민이라는 사실과 세린과 하라의 악행 동영상을 보게 되어 심장마비로 사망.(1회~94회, 100회)
- 안희성: 나욱도(남, 35세) 역 † - 죽은 태식의 오른팔이자 전 주피터 쇼핑몰 관리부장, 폭력 전과 3범, 은화의 사주를 받은 부하들에게 배신당해 머리를 각목으로 맞아 비틀대면서 자신의 앞에 달려오던 덤프트럭을 미처 발견하지 못해 차에 치여서 사망. 세린의 연인.(9회~96회, 100회)
- 김애란: 박봉숙(여, 52세) 역 - 제왕가 가사도우미, 나연 죽음의 유일한 목격자.
- 현승호: 박 비서 역 - 병국의 비서
- 정휘욱: 김강호 비서 역 - 은화의 비서
- 손종범: 손 사장 역
- 한수호: 한수호 비서 역
- 이준혁: 오 비서 역
- 최문교: 백송이 역 - 제왕패션 신브랜드 총괄팀 직원
- 서동민: 이지표 역 - 제왕패션 신브랜드 총괄팀 직원
- 김종두: 최감독 역 - 영화 <여형사 X> 감독(34회~35회, 42회~43회, 59회, 63회~64회, 66회)
- 양봄이: 진짜 황가흔 역 † - 은조 신분으로 사망 처리된 여자, 정신질환자(6회, 78회~86회 사진 출연)
- 송훈: 백승 역 - 태식에게 상만의 재산을 가로채는 방법을 가르쳐주는 변호사 → 수감자(12회~13회, 52회)
- 김두은: 신정필 역 † - 덕규의 아버지, 고은상가 상인조합장, 대박상회 사장(13회~14회)
- 이다윤: 김지영 역 - 하라의 단골 피부관리샵 직원, 갑질 피해자(16회, 23회~24회)
- 홍근하: 죽은 하라의 매니저 역(22회~23회, 31회, 42회~44회, 51회, 61회, 63회~64회)
- 이예은: 성나연(사망 당시 30세) 역 † - 병국의 첫 번째 부인, 하준의 친어머니.(47회, 58회, 65회)
- 이수진: 젊은 금은화 역(47회)
- 송영아: 젊은 박봉숙 역(47회)
- 나인호: 검사 역 - 은화 사무실을 압수수색하는 검사(56회)
- 김윤홍: 송규동 역 - 무역통상부 전 장관, 작가(62회, 64회)
- 이준상: 젊은 오병국 역(65회)
- 성찬호: 탁 회장 역 - 정계, 재계에 영향력을 행사하는 킹메이커(93회)

### 특별 출연
- 정승호: 고상만(남, 사망 당시 62세) 역 † - 은조의 아버지, 고은상가 사장, 재단사 보조 출신, 심장마비로 사망(1회~10회, 15회, 21회)
- 이상준: 이백장 돈가스 배달원 역(40회)
- 류지광: 본인 역 - 신브랜드 맵시 고객 감사 온라인콘서트 초대가수이자 신브랜드 맵시 광고 모델(63회)

## 시청률
최저 시청률과 최고 시청률은 시청률 조사회사와 지역별로 시청률에 차이가 있을 수 있습니다.
| 2021년  | 2021년   | 2021년         | 2021년         | 2021년       |
| 회차    | 방송일   | TNmS 시청률    | AGB 시청률     | AGB 시청률   |
| 회차    | 방송일   | 대한민국(전국) | 대한민국(전국) | 서울(수도권) |
| ------- | -------- | -------------- | -------------- | ------------ |
| 제1회   | 2월 15일 | 15.7%          | 14.6%          | 12.2%        |
| 제2회   | 2월 16일 | 15.2%          | 14.5%          | 12.3%        |
| 제3회   | 2월 17일 | 14.9%          | 13.0%          | 10.9%        |
| 제4회   | 2월 18일 | 14.5%          | 12.8%          | 10.6%        |
| 제5회   | 2월 19일 | 14.4%          | 12.5%          | 10.6%        |
| 제6회   | 2월 22일 | 13.9%          | 12.6%          | 10.8%        |
| 제7회   | 2월 23일 | 15.2%          | 13.8%          | 11.8%        |
| 제8회   | 2월 24일 | 15.3%          | 14.2%          | 12.3%        |
| 제9회   | 2월 25일 | 15.7%          | 13.3%          | 11.2%        |
| 제10회  | 2월 26일 | 14.7%          | 13.1%          | 11.1%        |
| 제11회  | 3월 1일  | 16.3%          | 14.2%          | 12.3%        |
| 제12회  | 3월 2일  | 16.4%          | 14.1%          | 12.1%        |
| 제13회  | 3월 3일  | 15.3%          | 13.9%          | 12.1%        |
| 제14회  | 3월 4일  | 16.0%          | 14.8%          | 12.7%        |
| 제15회  | 3월 5일  | 16.5%          | 14.6%          | 12.9%        |
| 제16회  | 3월 8일  | 17.0%          | 14.6%          | 12.1%        |
| 제17회  | 3월 9일  | 18.4%          | 16.1%          | 13.7%        |
| 제18회  | 3월 10일 | 18.1%          | 16.8%          | 14.3%        |
| 제19회  | 3월 11일 | 18.2%          | 15.7%          | 13.1%        |
| 제20회  | 3월 12일 | 18.1%          | 15.3%          | 13.2%        |
| 제21회  | 3월 15일 | 18.2%          | 15.8%          | 13.3%        |
| 제22회  | 3월 16일 | 18.9%          | 16.4%          | 14.7%        |
| 제23회  | 3월 17일 | 18.6%          | 15.9%          | 13.7%        |
| 제24회  | 3월 18일 | 18.1%          | 16.0%          | 13.9%        |
| 제25회  | 3월 19일 | 17.8%          | 16.1%          | 14.0%        |
| 제26회  | 3월 22일 | 19.2%          | 15.9%          | 13.3%        |
| 제27회  | 3월 23일 | 18.9%          | 16.7%          | 14.5%        |
| 제28회  | 3월 24일 | 18.4%          | 16.0%          | 13.7%        |
| 제29회  | 3월 25일 | 18.5%          | 15.9%          | 14.1%        |
| 제30회  | 3월 26일 | 19.0%          | 15.4%          | 13.2%        |
| 제31회  | 3월 29일 | 18.8%          | 16.8%          | 14.5%        |
| 제32회  | 3월 30일 | 19.1%          | 16.8%          | 14.4%        |
| 제33회  | 3월 31일 | 17.6%          | 16.6%          | 13.9%        |
| 제34회  | 4월 1일  | 18.9%          | 16.7%          | 13.9%        |
| 제35회  | 4월 2일  | 18.4%          | 15.9%          | 14.3%        |
| 제36회  | 4월 5일  | 18.8%          | 16.4%          | 13.9%        |
| 제37회  | 4월 6일  | 19.7%          | 16.4%          | 13.7%        |
| 제38회  | 4월 7일  | 16.3%          | 13.9%          | 11.2%        |
| 제39회  | 4월 8일  | 18.7%          | 16.2%          | 13.4%        |
| 제40회  | 4월 9일  | 17.9%          | 15.1%          | 12.7%        |
| 제41회  | 4월 12일 | 19.6%          | 17.2%          | 14.4%        |
| 제42회  | 4월 13일 | 18.9%          | 15.8%          | 12.8%        |
| 제43회  | 4월 14일 | 18.4%          | 16.3%          | 13.5%        |
| 제44회  | 4월 15일 | 18.9%          | 15.4%          | 12.6%        |
| 제45회  | 4월 16일 | 17.6%          | 17.3%          | 15.0%        |
| 제46회  | 4월 19일 | 18.5%          | 16.7%          | 14.5%        |
| 제47회  | 4월 20일 | 18.2%          | 16.8%          | 13.8%        |
| 제48회  | 4월 21일 | 18.0%          | 15.6%          | 13.6%        |
| 제49회  | 4월 22일 | 18.0%          | 16.1%          | 13.9%        |
| 제50회  | 4월 23일 | 17.4%          | 15.5%          | 13.8%        |
| 제51회  | 4월 26일 | 19.3%          | 15.4%          | 13.5%        |
| 제52회  | 4월 27일 | 18.8%          | 15.8%          | 13.1%        |
| 제53회  | 4월 28일 | 17.4%          | 15.3%          | 13.6%        |
| 제54회  | 4월 29일 | 19.0%          | 16.6%          | 14.6%        |
| 제55회  | 4월 30일 | 17.8%          | 15.4%          | 13.5%        |
| 제56회  | 5월 3일  | 18.2%          | 15.7%          | 13.5%        |
| 제57회  | 5월 4일  | 18.6%          | 16.7%          | 14.4%        |
| 제58회  | 5월 5일  | 17.8%          | 15.9%          | 14.3%        |
| 제59회  | 5월 6일  | 17.5%          | 15.9%          | 14.0%        |
| 제60회  | 5월 7일  | 17.2%          | 15.5%          | 16.0%        |
| 제61회  | 5월 10일 | 18.1%          | 16.7%          | 15.1%        |
| 제62회  | 5월 11일 | 18.3%          | 15.9%          | 13.2%        |
| 제63회  | 5월 12일 | 17.4%          | 15.5%          | 13.5%        |
| 제64회  | 5월 13일 | 17.8%          | 16.0%          | 14.1%        |
| 제65회  | 5월 14일 | 16.8%          | 16.1%          | 14.3%        |
| 제66회  | 5월 17일 | 18.6%          | 16.2%          | 14.0%        |
| 제67회  | 5월 18일 | 17.8%          | 16.3%          | 13.7%        |
| 제68회  | 5월 19일 | 17.4%          | 16.7%          | 14.5%        |
| 제69회  | 5월 20일 | 19.5%          | 17.6%          | 15.3%        |
| 제70회  | 5월 21일 | 17.8%          | 15.2%          | 13.2%        |
| 제71회  | 5월 24일 | 19.4%          | 16.3%          | 13.5%        |
| 제72회  | 5월 25일 | 17.8%          | 16.1%          | 13.1%        |
| 제73회  | 5월 26일 | 18.0%          | 16.2%          | 14.4%        |
| 제74회  | 5월 27일 | 5.7%           | 5.5%           | 4.8%         |
| 제75회  | 5월 28일 | 17.8%          | 15.4%          | 13.6%        |
| 제76회  | 5월 31일 | 17.2%          | 15.9%          | 13.6%        |
| 제77회  | 6월 1일  | 18.1%          | 17.0%          | 14.9%        |
| 제78회  | 6월 2일  | 16.8%          | 16.7%          | 14.7%        |
| 제79회  | 6월 3일  | 17.9%          | 16.4%          | 14.0%        |
| 제80회  | 6월 4일  | 16.0%          | 15.3%          | 13.6%        |
| 제81회  | 6월 7일  | 17.7%          | 16.1%          | 13.8%        |
| 제82회  | 6월 8일  | 18.8%          | 15.6%          | 13.1%        |
| 제83회  | 6월 9일  | 16.8%          | 15.2%          | 13.3%        |
| 제84회  | 6월 10일 | 17.3%          | 16.4%          | 13.7%        |
| 제85회  | 6월 11일 | 17.9%          | 14.4%          | 12.2%        |
| 제86회  | 6월 14일 | 17.9%          | 15.9%          | 14.4%        |
| 제87회  | 6월 15일 | 17.4%          | 15.4%          | 12.7%        |
| 제88회  | 6월 16일 | 16.5%          | 15.6%          | 13.6%        |
| 제89회  | 6월 17일 | 16.7%          | 16.2%          | 13.8%        |
| 제90회  | 6월 18일 | 15.2%          | 15.8%          | 14.1%        |
| 제91회  | 6월 21일 | 16.7%          | 16.4%          | 14.0%        |
| 제92회  | 6월 22일 | 17.4%          | 16.6%          | 13.8%        |
| 제93회  | 6월 23일 | 17.1%          | 16.7%          | 14.0%        |
| 제94회  | 6월 24일 | 17.1%          | 16.4%          | 14.2%        |
| 제95회  | 6월 25일 | 16.2%          | 16.7%          | 14.2%        |
| 제96회  | 6월 28일 | 17.2%          | 16.3%          | 13.6%        |
| 제97회  | 6월 29일 | 17.9%          | 17.6%          | 15.0%        |
| 제98회  | 6월 30일 | 17.0%          | 16.1%          | 13.5%        |
| 제99회  | 7월 1일  | 17.2%          | 16.3%          | 13.9%        |
| 제100회 | 7월 2일  | 16.6%          | 15.9%          | 13.7%        |

## 편성 변경
- 2021년 5월 27일: 오후 7시 10분 방송.(74회)

## OST
- Part.1: 홍자 - 되돌려줄거야(2021. 2. 18. 발매)
- Part.2: 노지훈 - 널 위한 이별(2021. 2. 25. 발매)
- Part.3: 김나희 - 착한 사랑(2021. 3. 4. 발매)
- Part.4: 별은 - 톡톡(2021. 3. 10. 발매)
- Part.5: 노지훈 - 추억이 오는 날(2021. 3. 18. 발매)
- Part.6: 김나희 - Don’t Forget to Remember(2021. 3. 30. 발매)
- Part.7: 홍자 - '되돌려줄거야(Ballad Ver.)'(2021. 4. 8. 발매)
- Part.8: 이인 - Pray(2021. 4. 20. 발매)
- Part.9: 유엔젤 보이스 - 'Amore Triste(슬픈 사랑)'(2021. 4. 27. 발매)
- Part.10: 서우진 - 그날의 밤(2021. 6. 2. 발매)
- Part.11: LIZIA(리지아) - 안녕(2021. 6. 17. 발매)
- 미스 몬테크리스토 OST(BGM, 스코어 및 이인 - 그래, 우린 등 포함. 2021. 6. 30. 발매)

## 수상 및 후보
| 연도 | 시상식       | 부문                       | 수상자 | 결과 |
| ---- | ------------ | -------------------------- | ------ | ---- |
| 2021 | KBS 연기대상 | 일일드라마부문 여자 우수상 | 이소연 | 후보 |
| 2021 | KBS 연기대상 | 일일드라마부문 남자 우수상 | 경성환 | 후보 |

## 같이 보기
- 대한민국의 텔레비전 드라마 목록 (ㅁ)
- 2021년 대한민국의 텔레비전 드라마 목록